# Daiki Ivamasa
Daiki Ivamasa (japonsko 岩政 大樹), japonski nogometaš, 30. januar 1982, Jamaguči, Japonska.
Za japonsko reprezentanco je odigral 8 uradnih tekem.